# Eugênio Tadeu
Eugênio Tadeu Gomes Amorim (Rio de Janeiro, 1965) é um lutador brasileiro de luta livre esportiva e vale-tudo, considerado um dos maiores nomes da luta livre esportiva no Brasil.
É formado em fisioterapia pela Sociedade Universitária Augusto Mota (SUAM). É especialista em artes marciais, e suas principais modalidades são capoeira e muay thai, além da luta livre esportiva. Por diversas vezes disputou vale-tudo, possuindo muitos títulos em seu currículo.

## Biografia
Eugênio iniciou sua vida de lutador aos quatorze anos com a Capoeira. Aos 17, ele começou a treinar muay thai. Aos dezoito passou a praticar o muay thai sob o comando do prof. Flávio Molina, e logo destacou-se, conquistando os títulos de Campeão Brasileiro, Carioca de Interclubes e Interestadual.
Em 1988, Eugênio lutou contra Royler Gracie em uma luta dura, dentro de uma academia, onde espancou o lutador da familia Gracie e terminou encerrada pela presença da polícia.
Em 1997, houve um evento chamado Pentagon Combat, na qual estava marcado uma luta do Eugenio contra o Renzo Gracie. Enquanto eles lutavam, aconteceu a maior pancadaria da história do vale-tudo no Rio de Janeiro. Tal fato, levou a proibição do esporte por muito tempo no Brasil.

## Conquistas
- Três vezes Campeão carioca de Boxe tailandês 1982 a 1984
- Seis vezes Campeão interclubes  de luta livre esportiva 1985 a 1988
- Campeão carioca de Muay thai - 1988
- Campeão Brasileiro de Muay thai - 1999
- Campeão Brasileiro de jiu jitsu 1988 Amazonas
- 2-Campeão carioca de luta livre e grego romano 1989 a 1990
- Vice-campeão do 1- SP open de luta olímpica 1990
- Campeão de Muay Thai  Brasileiro - 1992
- Campeão de luta livre esportiva - 1992
- Campeão Brasileiro de Vale Tudo - 1994
- Campeão mundial de vale tudo - 1996 Japão
- Campeão da copa cyclone de submission - 2000 a 2004

## Cartel
| Cartel no MMA       |            |            |
| 6 lutas             | 2 vitórias | 3 derrotas |
| Por nocaute         | 1          | 2          |
| Por finalização     | 1          | 1          |
| Por decisão         | 0          | 0          |
| Por desqualificação | 0          | 0          |
| Empates             | 0          | 0          |
| No contest          | 1          | 1          |

| Res.    | Cartel | Oponente          | Método                                                             | Evento                                 | Data       | Round | Tempo | Local | Notas |
| ------- | ------ | ----------------- | ------------------------------------------------------------------ | -------------------------------------- | ---------- | ----- | ----- | ----- | ----- |
| Derrota | 2-3-1  | Marcelo Giudici   | TKO (Corner Stoppage)                                              | Meca 8 - Meca World Vale Tudo 8        | 16/05/2003 | 2     | 5:00  |       |       |
| Derrota | 2-2-1  | Mikey Burnett     | TKO (Punches)                                                      | UFC 16 - Battle in the Bayou           | 13/03/1998 | 1     | 9:46  |       |       |
| NC      | 2-1-1  | Renzo Gracie      | No Contest (luta sem resultado) - (Pancadaria entre os torcedores) | Pentagon Combat                        | 07/09/1997 | 1     | 14:45 |       |       |
| Vitória | 2-1-0  | Nigel Scantelbury | Submission (Kimura)                                                | UVF 3 - Universal Vale Tudo Fighting 3 | 14/08/1996 | 1     | 2:20  |       |       |
| Derrota | 1-1-0  | Wallid Ismail     | TKO (Injury)                                                       | Desafio - Jiu Jitsu vs Luta Livre      | 09/09/1991 | 1     | 6:18  |       | [ 6 ] |
| Vitória | 1-0-0  | Renan Pitanguy    | TKO (Corner Stoppage)                                              | Jiu-Jitsu vs Martial Arts              | 30/11/1984 | 1     | 5:02  |       |       |